# Ledce u Židlochovic
Ledce (in tedesco Laatz) è un comune della Repubblica Ceca facente parte del distretto di Brno-venkov, in Moravia Meridionale.